# Catocala isabella
Catocala isabella là một loài bướm đêm trong họ Erebidae.